# Železniční nehoda v Ústí nad Labem
Železniční nehoda v Ústí nad Labem se udála 28. června 2010 v 16:47. Vlak Os 2316 Českých drah jedoucí z Prahy Masarykova nádraží do Ústí nad Labem hlavního nádraží vykolejil na výhybce ve výhybně Ústí nad Labem jih za Vaňovem a narazil levou stranou řídicího vozu do betonové zdi. Při nehodě zahynul strojvedoucí a 11 cestujících bylo zraněno.

Vlak tvořila elektrická jednotka s hnacím vozem 471.005-9 (City Elefant) vyrobená v roce 2001, jedoucí řídicím vozem 971.005 vpřed, která byla při nehodě značně poškozena. Škoda byla na jednotce a trati odhadnuta na 65 milionů Kč, později byla vyčíslena na 70 914 339 Kč.
Důležitou okolností při nehodě byla pravděpodobně rychlost vlaku (107 km/h), která o 67 km/h překračovala signalizovanou maximální povolenou rychlost pro danou vlakovou cestu. Později se objevily pochyby o způsobilosti strojvedoucího, který trpěl cukrovkou, což potvrdila i Drážní inspekce.. Žádná technická porucha nebyla zjištěna.
Řídicí vůz byl opraven formou náhrady vozové skříně za nově vyrobenou, cena zakázky pro výběrové řízení byla 59,7 milionů Kč.